# Ernest Dhombres
Pour les articles homonymes, voir Dhombres.
Ernest Dhombres, né le 16 mars 1824 au Vigan (Gard) et mort le 9 décembre 1894 à Paris, est un pasteur protestant français.

## Biographie
André Jean Ernest Dhombres naît le 16 mars 1824 d'un père pasteur, Léon Louis Dhombre, et d'une mère directrice d'un pensionnat de jeunes filles, Salomé Déléamont. Son frère, Léon Dhombres, étudie à École polytechnique et est nommé général de brigade en 1880.
Ernest Dhombres étudie au lycée de Nîmes, puis à la faculté de théologie de l'Université de Genève, où il rencontre Athanase Josué Coquerel. Il s'intéresse aux écrits des pasteurs revivalistes Adolphe Monod et Alexandre Vinet. En août 1846 il soutient sa thèse de baccalauréat en théologie à la Faculté de théologie protestante de Strasbourg, sur le quiétisme. Il est consacré pasteur le 24 juin 1847 et s'installe au temple protestant d'Alès. Le 4 avril 1848, il épouse Mathilde Barafort, fille de François Barafort, magistrat et Président de Chambre à la Cour impériale de Lyon,.
En mai 1857, Ernest Dhombres est pasteur de l’Église réformée de Montpellier, en remplacement du pasteur Louis Rognon, devenu suffragant du pasteur Antoine Vermeil à Paris.
En février 1860, c'est lui qui est nommé suffragant d'Antoine Vermeil, lorsque Louis Rognon est nommé pasteur titulaire. À la mort d'Antoine Vermeil en 1864, il lui succède comme président de l'Institution des diaconesses de Reuilly. En 1867 meurt le pasteur Henri François Juillerat, et Ernest Dhombres prend sa place comme pasteur titulaire de l’Église réformée de Paris. Il est membre du Conseil central des Églises réformées de France, et de la Commission permanente du synode officieux. En 1869, après le décès du pasteur Louis Rognon, il devient pasteur de la deuxième section du temple protestant de l'Oratoire du Louvre. Il entretient une relation épistolaire amicale avec l'historien Ernest Renan, auteur de la Vie de Jésus en 1863.
Pendant le siège de Paris (1870-1871) lors de la guerre franco-allemande de 1870, puis pendant la Commune de Paris, il est aumônier à l'ambulance du palais de l’Industrie, transportée plus tard au Grand-Hôtel. Il poursuit ses prédication chaque dimanche, publiées en 1871 dans Foi et patrie.
En 1877, il rejoint le temple protestant du Saint-Esprit de Paris. Devenu aveugle, il démissionne le 31 mars 1894, et meurt le 9 décembre 1894.

## Décoration
- Chevalier de la Légion d'honneur, 1875[7]

## Ouvrages
- Sermons et Homélies, Grassart, 1866
- Foi et patrie : discours prononcés pendant le siège de Paris, Paris, Grassart, 1871 (BNF 30339624)